# M9 (Servië)
De M9 of Magistralni Put 9 is een hoofdweg in het zuiden van Servië. De weg loopt van de grens met Kosovo via Leskovac naar Pirot. In Kosovo loopt de weg als M-9 verder naar Pristina. De M9 loopt door de districten Jablanica en Pirot. 

## Geschiedenis
In de tijd dat Servië bij Joegoslavië hoorde, was de M9 onderdeel van de Joegoslavische hoofdweg M9. Deze weg liep van Kolašin via Pejë en Pristina  naar Pirot. Na het uiteenvallen van Joegoslavië en de daaropvolgende onafhankelijkheid van Servië, behield de M9 haar nummer in Servië.
A1 · 
M1.9 · 
M1.10 · 
M1.11 · 
M1.12 · 
M1.13 · 
A2 · 
A3 · 
A4 · 
M5 · 
M7 · 
M7.1 · 
M8 · 
M9 · 
M17.1 · 
M17.2 · 
M17.3 · 
M18 · 
M18.1 · 
M19 · 
M19.1 · 
M21 · 
M21.1 · 
M22 · 
M22.1 · 
M22.2 · 
M22.3 · 
M23 · 
M23.1 · 
M24 · 
M24.1 · 
M25 · 
M25.1 · 
M25.2 · 
M25.3